# Metriocnemus fontinalis
Metriocnemus fontinalis är en tvåvingeart som först beskrevs av Jean-Jacques Kieffer 1924.  Metriocnemus fontinalis ingår i släktet Metriocnemus och familjen fjädermyggor.
Artens utbredningsområde är Tyskland. Inga underarter finns listade i Catalogue of Life.